# Nassella ibarrensis
Nassella ibarrensis là một loài cỏ thuộc họ Poaceae.
Loài này chỉ có ở Ecuador.